# Дні Сакамото
«Дні Сакамото» (яп. サカモトデイズ, Sakamoto Deizu) — манґа, написана і проілюстрована Юто Судзукі, що публікується з листопада 2020 року в журналі Weekly Shonen Jump видавництва Shueisha. Станом на січень 2025 року видана в 20 танкобонах. 
Прем'єра аніме-серіалу виробництва TMS Entertainment відбулася в січні 2025 року. Netflix ліцензував серіал для трансляції по всьому світу.
Історія розгортається навколо Таро Сакамото, легендарного найманого вбивцю на пенсії, який влаштувався в тихому і буденному житті сім'янина. Однак його мирне життя порушується, коли колишні вороги та колеги з часів його кілерської кар'єри приходять, щоб помститися. Щоб захистити свою сім'ю та близьких, Сакамото повинен використати свої виняткові бойові навички, щоб протистояти різноманітним супротивникам, намагаючись при цьому зберегти свій звичайний вигляд.
Станом на грудень 2024 року тираж манґи перевищив 7 мільйонів примірників.

## Сюжет
Таро Сакамото колись був неперевершеним кілером, який здобув легендарний статус у злочинному світі. Але одного дня сталося неймовірне — Сакамото закохався. Він почав зустрічатися, вийшов на пенсію, одружився і став батьком, через що набрав вагу. Хоча тепер він працює скромним власником магазинчика, світ кілерів все ще слідує за ним. Сакамото, разом із Сіном — молодим чоловіком з телепатією і працівником його маленького магазину, захищатимуть своє скромне життя та сім'ю або загинуть, намагаючись це зробити.

## Персонажі
Таро Сакамото (яп. 坂本 太郎, Sakamoto Tarō)
Колишній кілер, який відмовився від багатого і злочинного життя, щоб одружитися з Аой, тепер працює скромним власником крамниці. Він сильно погладшав і став більш розслабленим, але все ще має надлюдську вправність і силу часів своєї кілерської кар'єри, хоча зараз він має лише 30 % свого піку. Під час екстремальних ситуацій він втрачає весь цей жир і стає худим, стаючи вдвічі сильнішим, ніж раніше.
Сін Асакура (яп. 朝倉 シン, Asakura Shin)
Колишній кілер, який захоплюється Сакамото, і тепер працює на нього в його магазині. Він відомий як Сін-Ясновидець, бо має здатність читати думки. Сакамото уявляє, що вб'є його, коли той його дратує.
Лу Сяотань (яп. 陸 小糖, Rū Shaotan)
Донька боса китайської мафії. Вона легковажна, але може бути аналітичною та компетентною, коли це необхідно. Хоча вона не часто б'ється, вона дуже здібна, оскільки використовує бойовий стиль, що поєднує тайцзи з п'яним кулаком.
Аой Сакамото (яп. 坂本 葵, Sakamoto Aoi)
Дружина Сакамото. Вона дуже любить свого чоловіка, незважаючи на його кримінальне минуле. Вона також є причиною того, що Сакамото відмовляється від вбивств і показує йому кращий шлях до захисту своїх близьких.
Хана Сакамото (яп. 坂本 花, Sakamoto Hana)
Донька Сакамото та Аой.
Хейсуке Масімо (яп. 眞霜 平助, Mashimo Heisuke)
Найманий вбивця, який спеціалізується на снайперській стрільбі. Він дуже довірливий і гіперемоційний, але його навички зі снайперською гвинтівкою легко компенсують це. Після зустрічі з Сакамото та його заохочення, він стає постійним відвідувачем його магазину, а іноді і його розвідником.

## Медіа

### Манґа
«Дні Сакамото» написано та проілюстровано Юто Судзукі. Судзукі опублікував ван-шот під назвою Sakamoto (яп. SAKAMOTO-サカモト-) в журналі Jump GIGA видавництва Shueisha 26 грудня 2019 року. Випуск манґи розпочався 21 листопада 2020 року в журналі Weekly Shonen Jump видавництва Shueisha. Перший том було випущено 2 квітня 2021 року. Станом на червень 2024 року вийшло 17 томів манґи.
Манґа синхронно публікується англійською мовою на Viz Media та онлайн-платформі Manga Plus. Viz Media випускає томи у друкованому вигляді, починаючи з 5 квітня 2022 року.
Ліцензію на видання серії в Індонезії має видавництво Elex Media Komputindo.
Публікація спін-офф манґи авторства Тецу Окави, який працював асистентом над основною манґою, під назвою Sakamoto Holidays, розпочалася в журналі Saikyō Jump 4 липня 2024 року.

#### Список томів
| №  | Дата виходу      | ISBN                   |
| -- | ---------------- | ---------------------- |
| 1  | 2 квітня 2021    | ISBN 978-4-08-882657-8 |
| 2  | 4 червня 2021    | ISBN 978-4-08-882685-1 |
| 3  | 3 вересня 2021   | ISBN 978-4-08-882763-6 |
| 4  | 4 листопада 2021 | ISBN 978-4-08-882819-0 |
| 5  | 4 січня 2022     | ISBN 978-4-08-882879-4 |
| 6  | 4 березня 2022   | ISBN 978-4-08-883072-8 |
| 7  | 3 червня 2022    | ISBN 978-4-08-883147-3 |
| 8  | 4 серпня 2022    | ISBN 978-4-08-883191-6 |
| 9  | 4 листопада 2022 | ISBN 978-4-08-883292-0 |
| 10 | 3 лютого 2023    | ISBN 978-4-08-883429-0 |
| 11 | 4 квітня 2023    | ISBN 978-4-08-883449-8 |
| 12 | 2 червня 2023    | ISBN 978-4-08-883555-6 |
| 13 | 4 вересня 2023   | ISBN 978-4-08-883633-1 |
| 14 | 2 лютого 2023    | ISBN 978-4-08-883692-8 |
| 15 | 4 січня 2024     | ISBN 978-4-08-883793-2 |
| 16 | 4 квітня 2024    | ISBN 978-4-08-883878-6 |
| 17 | 4 червня 2024    | ISBN 978-4-08-884120-5 |
| 18 | 2 серпня 2024    | ISBN 978-4-08-884131-1 |
| 19 | 1 листопада 2024 | ISBN 978-4-08-884250-9 |
| 20 | 4 січня 2025     | ISBN 978-4-08-884389-6 |

### Ранобе
У жовтні 2022 року було оголошено, що манґа отримає ранобе-адаптацію до ексклюзивного сюжету. Ранобе під назвою Sakamoto Days: Koroshiya no Method (яп. SAKAMOTO DAYS 殺し屋のメソッド, Sakamoto Deizu Koroshiya no Mesoddo) авторства Ренки Місакі було випущено 4 квітня 2023 року.
Спін-офф ранобе з ексклюзивними історіями, також написаний Ренкою Місакі, під назвою Sakamoto Days: Koroshiya Blues (яп. SAKAMOTO DAYS 殺し屋ブルース, Sakamoto Deizu Koroshiya Burūsu), було випущено 4 грудня 2024 року.

### Аніме
У травні 2024 року було оголошено, що серіал отримає телевізійну аніме-адаптацію виробництва TMS Entertainment. Режисером є Масакі Ватанабе, сценарій пише Таку Кісімото, а дизайн персонажів розробляє Йо Моріяма. Прем'єра запланована на 11 січня 2025 року на телеканалі TV Tokyo. Перший сезон складатиметься з двох частин, прем'єра другої половини відбудеться у липні 2025 року. Відкриваючою піснею є «Hashire Sakamoto» (яп. 走れSAKAMOTO, досл. «Біжи, Сакамото») у виконанні Vaundy а закриваючою — «Futsū» (яп. 普通, досл. «Нормально») у виконанні Conton Candy. Netflix ліцензував серіал для щотижневого показу по всьому світу в потоковому режимі того ж місяця.

## Сприйняття
Станом на грудень 2024 року тираж манґи досяг позначки в 7 млн копій.
Манґа Sakamoto Days посіла 6-е місце у рейтингу коміксів, рекомендованих співробітниками загальнонаціональних книгарень у 2022 році. Манґака Хірому Аракава також рекомендувала манґу. Серія була номінована на премію Next Manga Award 2021 у категорії «Краща друкована манґа» та посіла дев'яте місце з 50 номінантів і отримала приз U-Next. Також манґа була номінована на 68-ю премію Shogakukan Manga Award у категорії Сьонен в 2022 році.
У рецензії на перший том Кетрін Дейсі з The Manga Critic рекомендувала манґу, високо оцінивши стиль рисовки та хореографію боїв. Вона закінчила свій огляд словами «Хоча деякі з наступних розділів не так ретельно виконані, як перші, „Дні Сакамото“ все ж досягає чудового балансу між розвитком персонажів і карате-рубанням». У позитивній рецензії на перший том Ребекка Сільверман з Anime News Network написала, що «перший том, здебільшого, дуже веселий» і що «він представляє нам хороший склад персонажів […] має цікаву ідею, і вона добре реалізована».